# 出土文獻
出土文獻是指具文字記載其上的出土文物。而狹義的定義則專指考古發掘出的典籍及文書之類的出土文物。這是相對於傳世文獻的一個概念。此處「傳世文獻」又稱為「傳統文獻」。

## 定義
著重在出土概念的文獻總稱，廣義地看，凡經考古發掘出土的文字材料，都可叫做出土文献。這些材料涵蓋了甲骨文、金文、战国盟书、玺印、简牍、帛书、敦煌文献、吐鲁番文书、历代墓志，以及佉卢文等古民族文字等等。
狹義地看，出土文獻則專指「出土的书籍（包括典籍和公、私文书），主要是指上个世纪大量出土的简牍、帛书和纸质文书等」。

## 功用
出土文獻為歷來研究文學史的問題提供解答。例如「樂府」，舊說是漢武帝立樂府，但出土的秦代編鐘刻有「樂府」二字，便推翻了舊說。對中國文學研究的影響所及，涵蓋了版本研究、文本研究、傳統校勘訓詁研究等方面。
出土文獻提供的證據被王國維援用於考證傳世文獻及其中歷來各家的注解，因而提出「二重證據法」，主要是以出土文獻（即王國維稱之地下材料）的文字資料與傳世文獻對照研究。
李學勤：「傳世文書面文獻在流傳過程中，不管有意還是無意，總會受到不同程度的歪曲和變化。而考古獲得的文字資料就不一樣，它是我們能直接看到的古代原始遺存，因此具有更高的學術價值。至少有兩點是最明顯的，一是據以判斷傳世古籍的年代，一是據以校讀傳世古籍裡的字詞與文句。」

## 中國出土文獻

### 三世紀
- 汲冢書

（远古到战国）
281年盗墓者发现的古代文献。

### 十七世紀
- 大秦景教流行中國碑

（西元781年）
1623至1625年間於陝西西安發現

### 十九世紀
- 毛公鼎

（西周）
1843年陝西岐山發現
- 安陽殷墟甲骨文及金文

（商朝晚期）
最遲在1899年之前河南安陽一帶便有帶有甲骨文的龜甲與獸骨出土，但文字未被認出。1928年第一次於安陽殷墟進行考古挖掘。
- 敦煌莫高窟藏經洞的敦煌文獻

（4至11世紀）
1900年於甘肅敦煌發現

### 二十世紀
- 黑水城文獻

（公元九世紀西夏）
1908年於内蒙古額濟納旗的黑水城發現
- 長沙子彈庫楚帛書

（戰國時代）
1930年代於湖南長沙發現
- 居延漢簡

（西漢）
1930年代（以及1972年至1976年間）於內蒙古居延地區發現
- 長台關楚簡

（戰國中期）
1957年於河南信陽發現
- 吐魯番文書

（東晉、五胡十六國至元朝）
1959-1975年於新疆吐魯番發現
- 侯馬盟書

（春秋晚期）
1965-1966年於山西臨汾市發現
- 銀雀山漢簡

（西漢）
1972年於山東省銀雀山漢墓發現
- 馬王堆帛書

（西漢）
1973年於湖南長沙發現
- 定州漢簡

（西漢）
1973年於河北省定州市發現
- 睡虎地秦簡

（戰國晚期至秦朝）
1975年於湖北雲夢發現
- 阜陽漢簡（日语：双古堆漢簡）

（西漢）
1977於安徽省阜陽縣發現
- 曾侯乙墓楚簡

（戰國時期）
1978年於湖北隨州市發現
- 張家山漢簡

（西漢時期）
1983年於湖北江陵縣發現
- 包山楚簡

（戰國中期）
1987年於湖北荊門發現
- 王家台秦簡

（秦朝）
1993年於湖北荊州市發現
- 郭店楚簡

（戰國中期）
1993年於湖北沙洋發現
- 上博楚简

（战国中期偏晚、後期偏早）
1994年上海博物館陸續自香港古玩市場購入，出土地點不明
- 走馬樓簡牘

西漢、東漢、三國·吳
1996年、2003年於湖南省長沙市發現
- 虎溪山漢簡

（西漢）
1999年湖南省沅陵縣發現

### 二十一世紀
- 里耶秦簡

（秦）
2002年、2005年湖南省龍山縣發現
- 清華簡

（戰國中晚期）
2008年清華大學校友將從香港購入之竹簡捐贈母校，出土地點不明
- 北大漢簡

（西漢中期）
2009年北京大學接受之匿名捐贈，出土地點不明
- 海昏侯墓漢簡牘

（西漢）
2011年於江西南昌市發現
- 天回漢墓竹簡

（西漢）
2012-2013年四川省成都市發現
- 安大簡

（戰國時期）
2015年安徽大学自海外購入之竹簡，出土地點不明
- 胡家草場漢簡牘

（西漢）
2018-2019年湖北省荊州市發現
- 棗林鋪楚簡

（戰國時期）
2019-2021年湖北省荊州市發現
- 王家咀楚簡

（戰國時期）
2021年湖北省荊州市發現
- 秦家咀(嘴)楚簡

（戰國時期）
2023年湖北省荊州市發現

## 西洋出土文獻

### 十六世紀
- 貝希斯敦銘文

（西元前552-486年間的某年）
1598年於貝希斯敦山（Mount Behistun）發現；1843年左右破譯

### 十八世紀
- 羅塞塔石碑

（西元前196年）
1799年於羅塞塔發現